# 都拉营站
都拉营站是位于贵州省贵阳市白云区都拉布依族乡的一个铁路车站，邮政编码550017。车站建于1965年，有川黔铁路经过该站，2010年停办客运业务。现仅办理货运业务，车站及其上下行区间均已电气化。车站距离重庆站445公里，隶属成都铁路局贵阳南站，是三等站。